# Регістан (пустеля)
Регістан — піщана пустеля на Близькому Сході, на півдні Афганістану. Обмежена річкою Гільменд на півночі та заході, горами Чагаї — на півдні, Квєтто-Пішинським плоскогір'ям — на сході. Площа близько 40 000 км². По південно-західному краю пустелі проходить афгано-пакистанський кордон.
«Регістаном» на Близькому Сході називають також головну площу міста (див. Регістан).